# Victoire de Saxe-Cobourg-Gotha
Pour les articles homonymes, voir Victoria de Saxe-Cobourg.
 (septembre 2019).
Si vous disposez d'ouvrages ou d'articles de référence ou si vous connaissez des sites web de qualité traitant du thème abordé ici, merci de compléter l'article en donnant les références utiles à sa vérifiabilité et en les liant à la section « Notes et références ».
Victoire Auguste Françoise Antoinette Julienne Louise de Saxe-Cobourg-Gotha, duchesse de Nemours est née le 14 février 1822 à Vienne, en Autriche, et est morte le 11 novembre 1857 à Claremont House, en Angleterre. C'est une princesse franco-allemande et une personnalité de la monarchie de Juillet.

## Famille

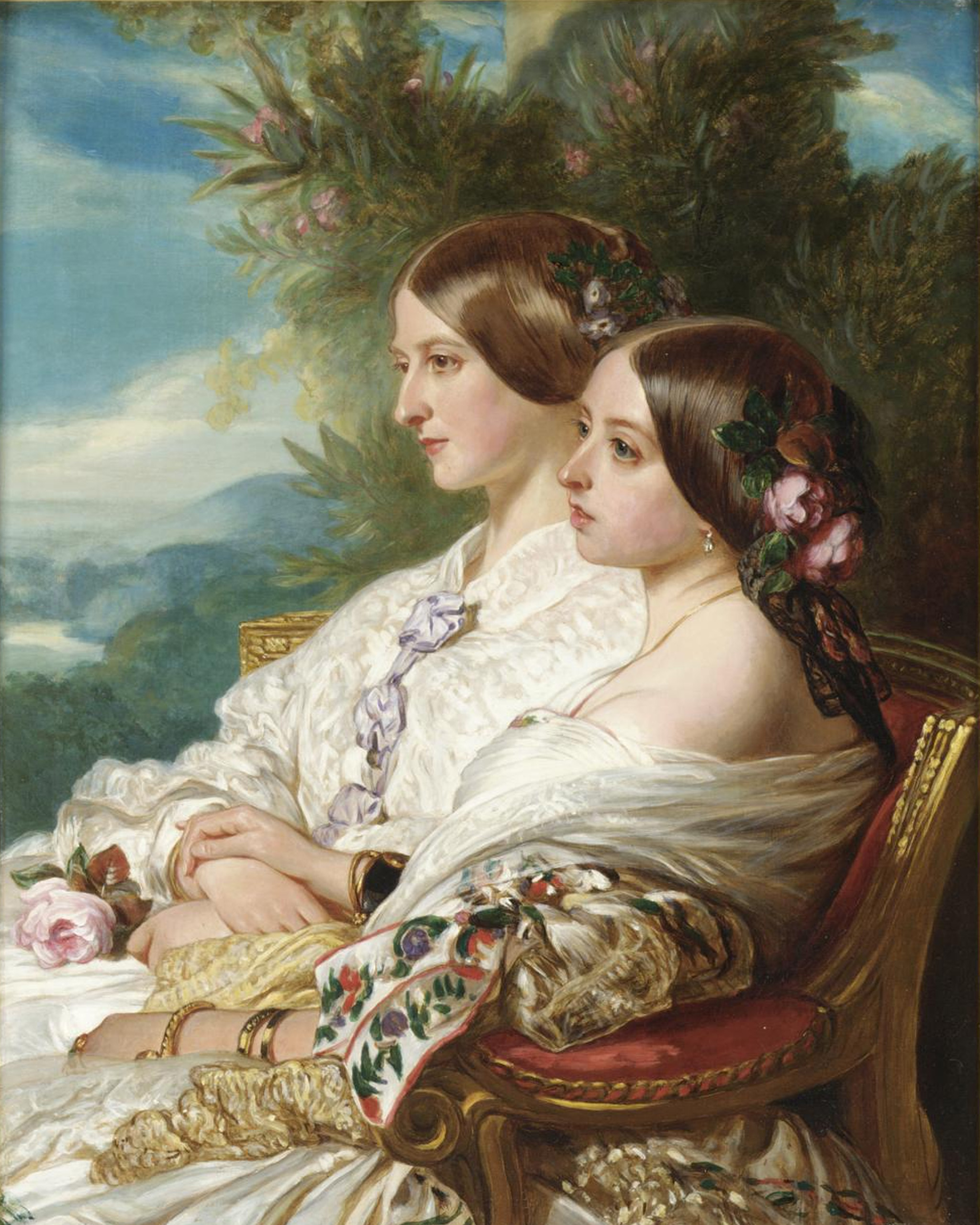
La duchesse de Nemours avec sa cousine, la reine Victoria Ire du Royaume-Uni, en 1852. Peinture de Franz Xaver Winterhalter.

Elle est la fille de Ferdinand de Saxe-Cobourg-Gotha et de son épouse la richissime princesse hongroise Antoinette de Koháry. Mais elle est également la sœur du roi consort Ferdinand II du Portugal et du prince Auguste de Saxe-Cobourg-Gotha (1818-1881) qui épouse en 1843 la princesse Clémentine d’Orléans. Enfin, Victoire est également la nièce de Léopold Ier de Belgique et la cousine germaine du prince consort Albert du Royaume-Uni et de son épouse la reine Victoria.
Le 26 avril 1840, la princesse Victoire épouse au château de Saint-Cloud à Saint-Cloud le prince Louis d'Orléans (1814-1896), duc de Nemours. Le prince est le second fils du roi des Français Louis-Philippe Ier (1773-1850) et de son épouse la reine Marie-Amélie (1782-1866), princesse des Deux-Siciles.
Le couple a quatre enfants :
- Gaston d'Orléans (1842-1922), comte d'Eu, qui épouse en 1864 Isabelle de Bragance, princesse héritière du Brésil et fille de l'empereur Pierre II du Brésil et de sa femme Thérèse-Christine de Bourbon-Siciles, princesse des Deux-Siciles. Ce sont les grands-parents d'Isabelle d'Orléans-Bragance, « comtesse de Paris » ;
- Ferdinand d'Orléans (1844-1910), duc d’Alençon, qui épouse en 1868 la princesse Sophie-Charlotte en Bavière, duchesse en Bavière et sœur de l'impératrice Élisabeth d'Autriche (Sissi) ;
- Marguerite d'Orléans (1846-1893) qui épouse en 1872 le prince polonais Ladislas Czartoryski (1828-1894) ;
- Blanche d'Orléans (1857-1932), demeurée célibataire.

D'une grande beauté, la duchesse de Nemours est la cousine et l’amie intime de la reine Victoria, ce qui facilite l’exil des Orléans en Angleterre après 1848.
Elle décède de suites de couches, en 1857, âgée de 35 ans, en exil en Angleterre.

## Titulature et décorations

### Titulature
- 14 février 1822 — 26 avril 1840 : Son Altesse la princesse Victoire de Saxe-Cobourg et Gotha, duchesse en Saxe
- 26 avril 1840 — 11 novembre 1857 : Son Altesse Royale la duchesse de Nemours

### Décorations dynastiques étrangères
- Dame de l'ordre de la Reine Marie-Louise (royaume d'Espagne, 6 septembre 1845)
- Dame de l'ordre de la Croix étoilée (maison de Habsbourg-Lorraine)